# Wilhelm Ziegler (Maler)

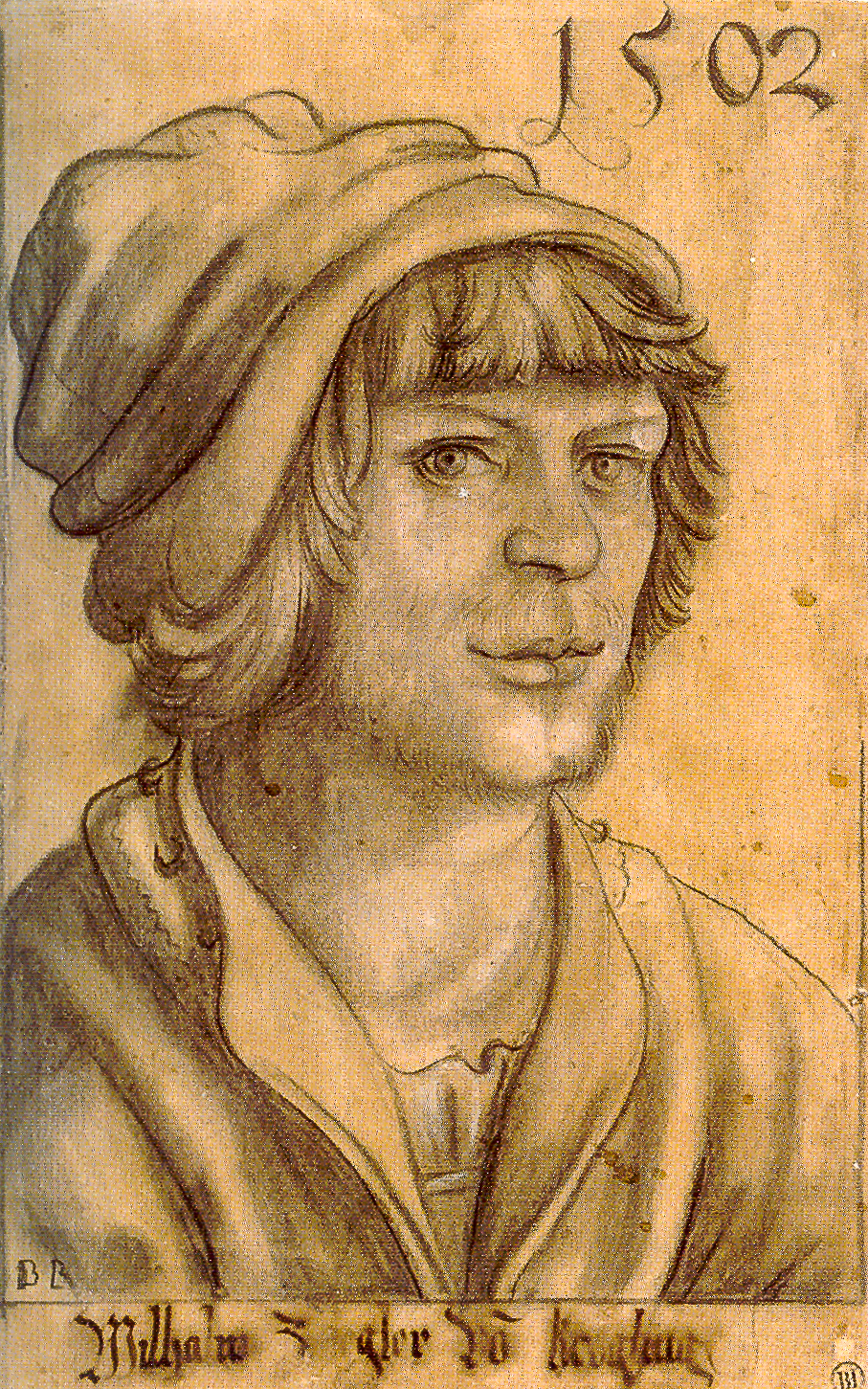
Wilhalm Ziegler, 1502

Wilhelm Ziegler (* ca. 1480 in Creglingen; † ca. 1543 in Würzburg) war ein deutscher Maler und Kartograf.

## Leben
Ziegler ging bei Hans Burgkmair des Älteren in Augsburg bis 1502 in die Lehre. 1507 erhielt er das Bürgerrecht in Rothenburg ob der Tauber. Dort arbeitete und vollendete er 1514 die Altäre in der Sankt Wolfgangskirche, außerdem stammen Gemälde für den Flügelaltar in Tauberscheckenbach von ihm.
Er zog 1522 über die Bodenseeregion ins schweizerische Freiburg im Üechtland, löste dort 1526 Hans Boden als Stadtmaler ab und erhielt das Bürgerrecht. 1542 folgte ihm in dieser Funktion Hans Schäufelin der Jüngere aus Nördlingen.
1531 kehrte er nach Rothenburg zurück und erhielt das dortige Bürgerrecht erneut. Er brachte eine Gemahlin mit, die er wieder in ihre Heimat zurückschickte. Diese klagte allerdings dagegen und Ziegler wurde inhaftiert, bis er versprach, sie wieder aufzunehmen.
1534 wurde er in die Würzburger Lukasgilde aufgenommen. Er wirkte aber immer noch in Rothenburg ob der Tauber.
Er soll einen Sohn namens Jörg gehabt haben.

## Bekannte Werke

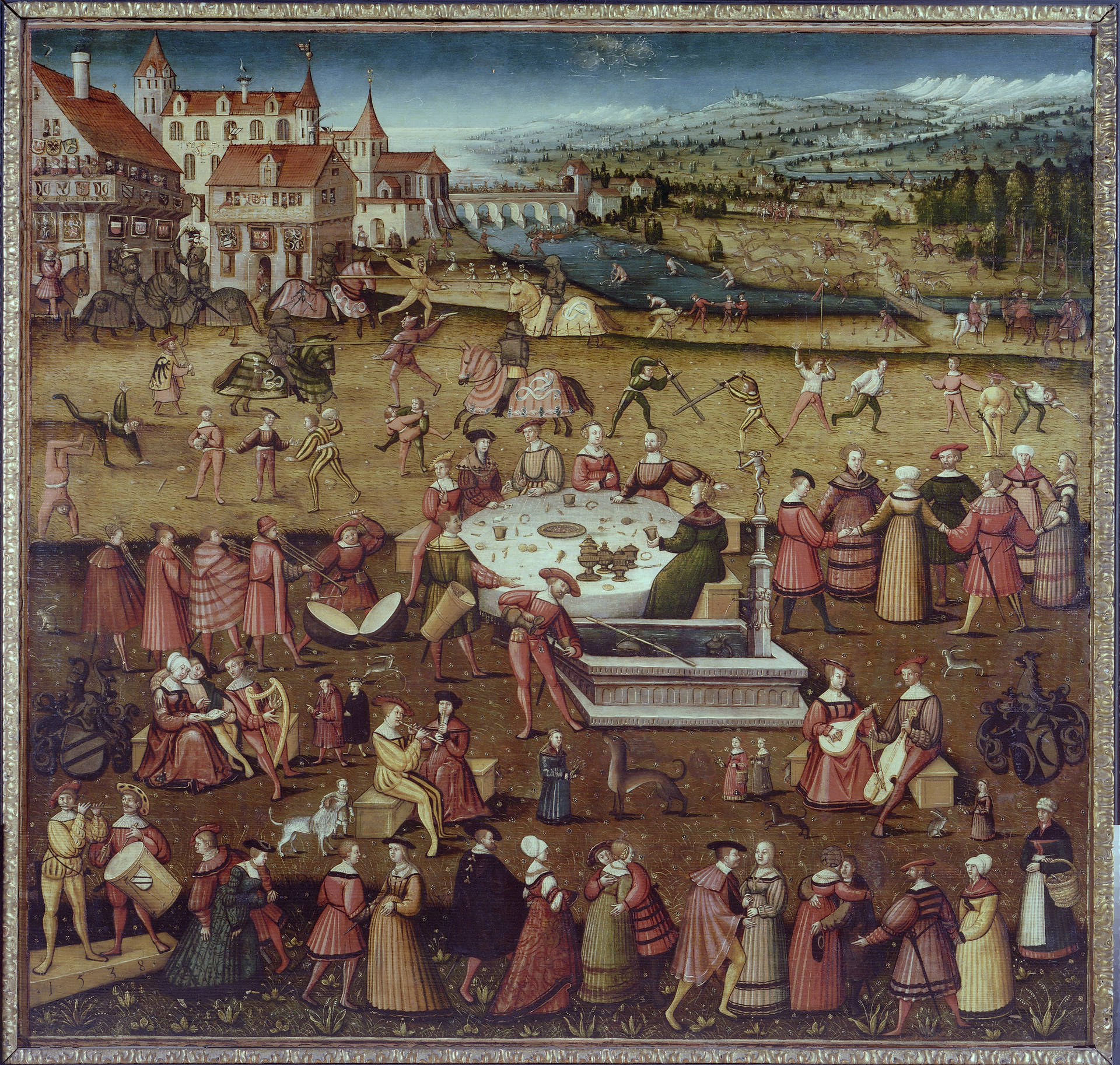
Rothenburger Patrizierfest, 1538

- 1514 die Altäre in der Sankt Wolfgangskirche
- 1522 Verkündigung, Tafel von der Flügelaußenseite des Hochaltars der Klosterkirche Hauterive, Kanton Freiburg
- 1523 Anbetung der Hirten, Flügelaußenseite des Altars der Annenkapelle der Johanniterkomturei Freiburg
- 1524 Heilige Barbara, Flügelaußenseite der Pfarrkirche von Ependes, Kanton Freiburg
- 1537 Karte der Rothenburger Landhege
- 1538 Rothenburger Patrizierfest[2][3]